# Famille Wielemans

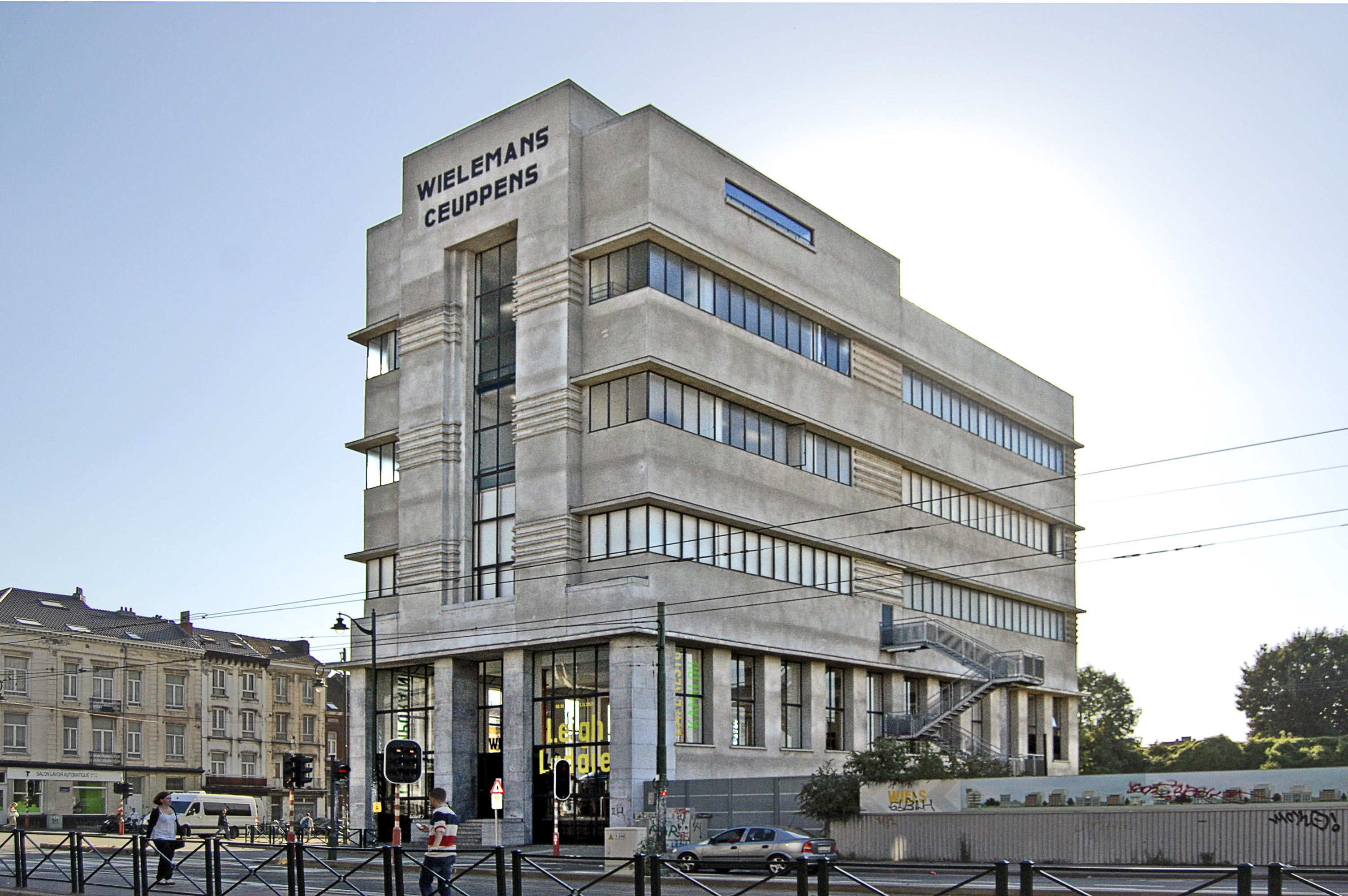
Bâtiment principal des anciennes brasseries Wielemans-Ceuppens à Forest (Bruxelles).

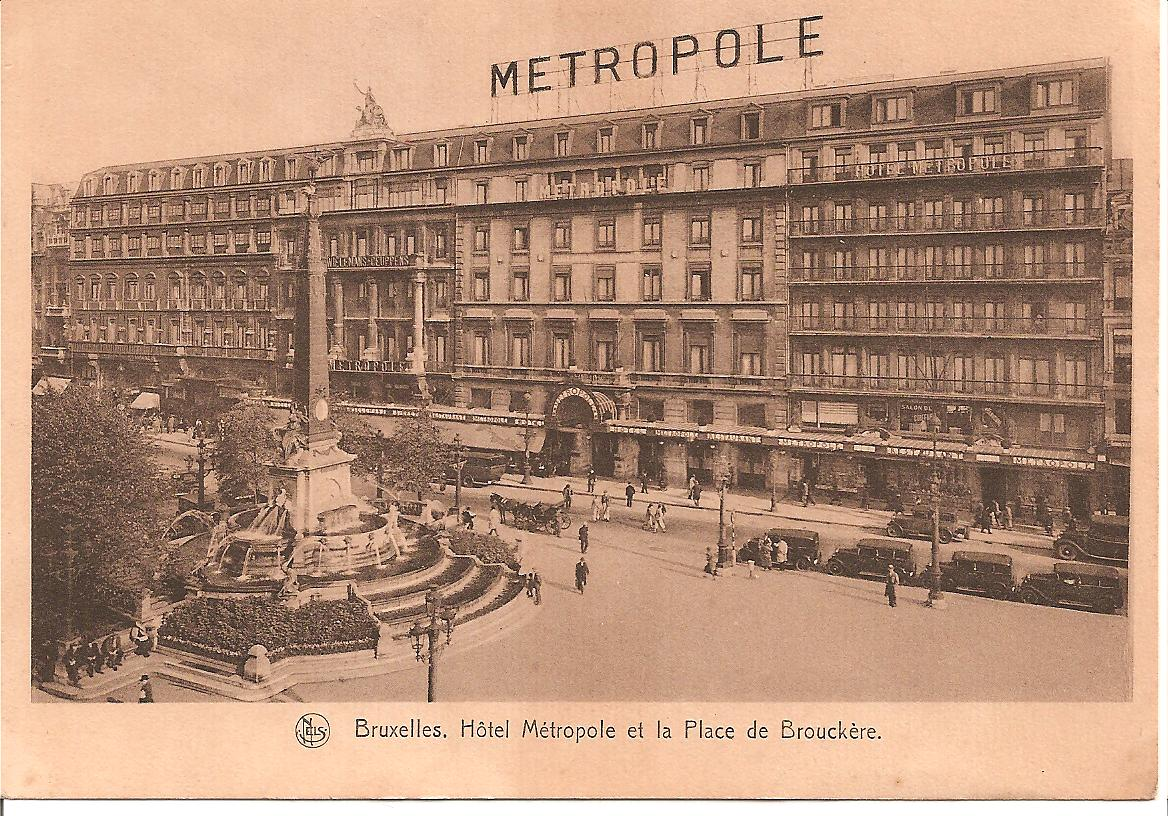
L'Hôtel Métropole à Bruxelles.

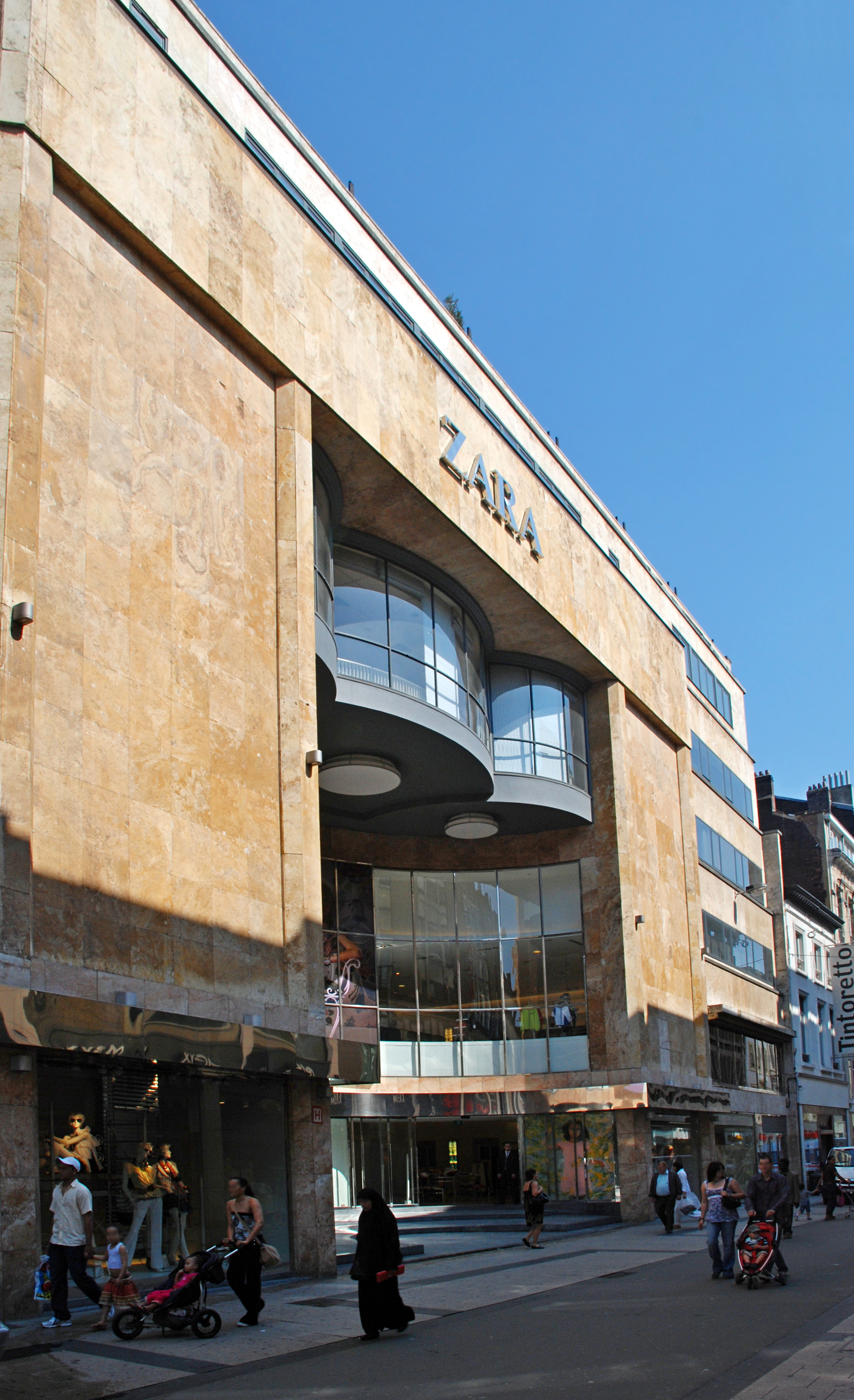
Cinéma Métropole, rue Neuve à Bruxelles.

La famille Wielemans, est une famille de grands brasseurs bruxellois, connue pour avoir fondé en 1875 la Brasserie Wielemans-Ceuppens qui ferma ses portes en 1988 lorsqu'elle fut rachetée par le groupe Interbrew.
Également active dans le domaine de l'hôtellerie, cette famille acquit l'Hôtel Métropole à Bruxelles.
Plusieurs lieux et bâtiments de la Région bruxelloise rappellent le souvenir des Wielemans.

## Histoire
La famille Wielemans est originaire de Hoeilaart. André Wielemans, né à Hoeilaart le 6 février 1780, dont l'oncle Pierre Wielemans né à Hoeilaart le 23 mai 1738, avait déjà été reçu bourgeois de Bruxelles le 20 mai 1795, s'établit à Bruxelles comme boulanger.
L'activité brassicole de cette famille commence avec son fils Lambert Wielemans (1817-1863), descendant par sa mère Marie-Thérèse Goossens, d'une vieille lignée brabançonne issue des Lignages de Bruxelles, et qui épousa en 1838 la fille d'un brasseur ixellois, Ida Ceuppens (1817-1883). Par la suite Ida Ceuppens, veuve depuis 1863, fonda en 1875 la société en nom collectif Wielemans-Ceuppens avec ses fils André Wielemans (Bruxelles, 13 mars 1848 - 11 mars 1906), Édouard Wielemans (Bruxelles, 8 février 1852 - 25 octobre 1927), et Prosper Wielemans (Bruxelles, 2 février 1850 - 14 avril 1932).

## Membres de cette famille
- Félix Wielemans (1863-1917), chef d'état-major et conseiller militaire du roi Albert 1er.
- Prosper Wielemans-Ceuppens (1850-1932), brasseur et homme politique libéral, époux d'Adrienne-Élisabeth Vandenperre (1856-1938).

## Industrie
- Brasserie Wielemans-Ceuppens
- Hôtel Métropole, acheté en 1891 par la brasserie Wielemans-Ceuppens.
- Cinéma Métropole, construit pour la famille Wielemans par l'architecte Adrien Blomme.

## Lieux de mémoire
- BRASS, centre culturel de Forest situé dans l'ancienne brasserie Wielemans-Ceuppens.
- Wiels, centre d'art situé dans l'ancienne brasserie Wielemans-Ceuppens.
- L'Hôtel Wielemans, hôtel de maître de style hispanisant construit en 1925 pour le brasseur Léon Wielemans par l'architecte Adrien Blomme.

## Héraldique
| Armoiries de la famille Wielemans | Armoiries de la famille Wielemans                                                                   |
| --------------------------------- | --------------------------------------------------------------------------------------------------- |
|                                   | Blasonnement:De..., à la fasce bretessée et contre-bretessée de..., accompagnée de 3 abeilles de... |